# Klaus Leeb
Klaus Leeb (Innsbruck, 16 de janeiro de 1942) é um matemático e informático austríaco.

## Vida e obra
Leeb cresceu em Wattens. Com apenas 23 anos de idade obteve em 1965 um doutorado, orientado por Gustav Lochs na Universidade de Innsbruck com a tese Eine selbstduale Verallgemeinerung des Laskerschen Einzigkeitssatzes für Primärdarstellungen. Foi desde 1972 professor de informática teórica na Universidade de Erlangen-Nuremberg, onde é atualmente professor emérito. Foi dentre outros professor visitante na Universidade de Minnesota.
Leeb contribuiu com trabalhos sobre a teoria de Ramsey, em parte com Ronald Graham e Bruce Lee Rothschild. Em 1971 foi um dos primeiros a receber o Prêmio George Pólya.